# T.J. Cloutier
Thomas James 'T.J.' Cloutier (Albany (Californië), 13 oktober 1939) is een professionele pokerspeler uit de Verenigde Staten. Hij won op de World Series of Poker (WSOP) 2005 voor de zesde keer een WSOP-toernooi. Tijdens de World Series of Poker 1985 verloor Cloutier in de heads up (laatste twee) van het Main Event van Bill Smith, waardoor hij op een haar na de (officieuze) wereldtitel misliep. Op de World Series of Poker 2000 herhaalde hij dit door in de heads up van het Main Event te verliezen van Chris Ferguson.
Cloutier werd door Card Player Magazine uitgeroepen tot Player of the Year in 1998 en 2002 en werd in 2006 opgenomen in de Poker Hall of Fame. Hij verdiende tot en met januari 2024 meer dan $10.495.000,- in pokertoernooien (cashgames niet meegerekend).

## World Series of Poker
De World Series of Poker 1985 waren de eerste waarop Cloutier zich in het prijzengeld speelde op een WSOP-toernooi. Het was het begin van een reeks die op de World Series of Poker 2011 belandde bij zijn zestigste WSOP-prijs. Hij werd daarbij in 2005 de achtste speler in de geschiedenis die voor de zesde keer een zesde WSOP-titel won. Cloutier was er verschillende keren dicht bij om dat aantal nog groter te maken. Zo werd hij tweede in:
- het Main Event van de World Series of Poker 1985 (achter Bill Smith)
- het $1.500 Omaha Pot Limit-toernooi van de World Series of Poker 1989 (achter Blacky Blackburn)
- het $5.000 Seven Card Stud-toernooi van de World Series of Poker 1995 (achter Anthony DeAngelo)
- het Main Event van de World Series of Poker 2000 (achter Chris Ferguson)
- het $2.000 Texas Hold'em (no limit)-toernooi van de World Series of Poker 2001 (achter Phil Hellmuth).

Daarnaast werd hij in 2003 voor de vierde keer derde, waarvan één keer in het Main Event van de World Series of Poker 1998.

## World Series of Poker-titels
| Jaar | Toernooi                       | Prijs    |
| ---- | ------------------------------ | -------- |
| 1987 | $1.000 Limit Omaha Hi          | $72.000  |
| 1994 | $1.500 Limit Omaha 8 or better | $135.000 |
| 1994 | $2.500 Pot Limit Hold'em       | $163.000 |
| 1998 | $2.500 Pot Limit Omaha Hi      | $136.000 |
| 2004 | $1.5000 Razz                   | $90.500  |
| 2005 | $5.000 No Limit Hold'em        | $657.100 |

## Boeken
Cloutier schreef samen met Tom McEvoy de volgende boeken over poker:
- Championship Tournament Practice Hands
- Championship Holdem
- Championship Omaha
- Championship No-Limit and Pot Limit Hold'em